# Cambridge (Illinois)
Cambridge è un comune degli Stati Uniti d'America, situato nell'Illinois, nella contea di Henry, di cui è anche il capoluogo.